# GameZone
GameZone es un sitio web de videojuegos de varias plataformas. La cobertura diaria de GameZone incluye comentarios, avances, noticias, consejos y trucos, y editoriales. Además, GameZone ofrece descargas, un sitio web orientado a los niños (GZ KidZone) y en asociación con GameStop, organiza GZGameShop, un minorista en línea. GameZone celebró su 10º aniversario en 2007.

## Historia
GameZone fue fundado en 1996 en Livonia, Míchigan por Jeff y Kathy Connors como GameZone Online. Aunque GameZone Online sigue siendo el nombre oficial del sitio web, el nombre suele reducirse a GameZone.

## Cobertura
GameZone cubre todas las plataformas de juego actuales. El sitio web tiene páginas para la Xbox 360, PlayStation 3, Wii, PlayStation 2, Xbox, GameCube, PC, PlayStation Portable, Game Boy Advance, y Nintendo DS. Además, GameZone proporciona cobertura de juegos MMOG y para móviles. El archivo de revisiones de GameZone se encuentra actualmente en 4.116 comentarios, haciéndolo el tercer mayor archivo en Game Rankings entre las páginas web y 4 º más grande entre todos los sitios web y publicaciones impresas. El sitio web de GameZone alista cerca de 30 encuestados, pero el sitio no hace una distinción entre el personal interno y personas de libre dedicación.

## Notabilidad
El éxito de GameZone ha sido reconocido por otros sitios web. Editores independentes redistribuyen el contenido de GameZone en sus sitios web. El contenido de GameZone puede ser encontrado en Rotten Tomatoes de IGN y GameStats, Metacritic y Game Rankings de CNET, GameTab.com de Ziff Davis. Estos sitios web son dueños y son operados por IGN, CNET, y de Ziff Davis, los cuales no tienen relación con GameZone. Las puntuaciones de revisión de GameZone están incluidas en la puntuación de revisión compuesta de todos los juegos que GameZone reseña.